# Boeing P-8 Poseidon

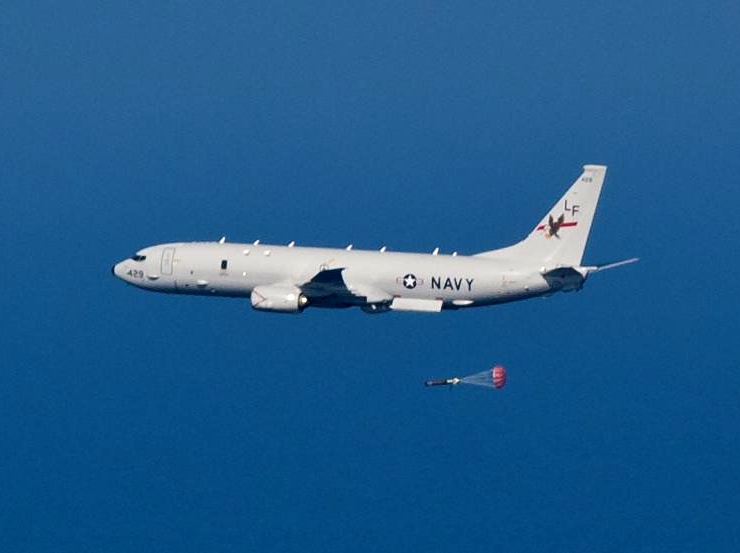
Een P-8A Poseidon werpt een torpedo af.

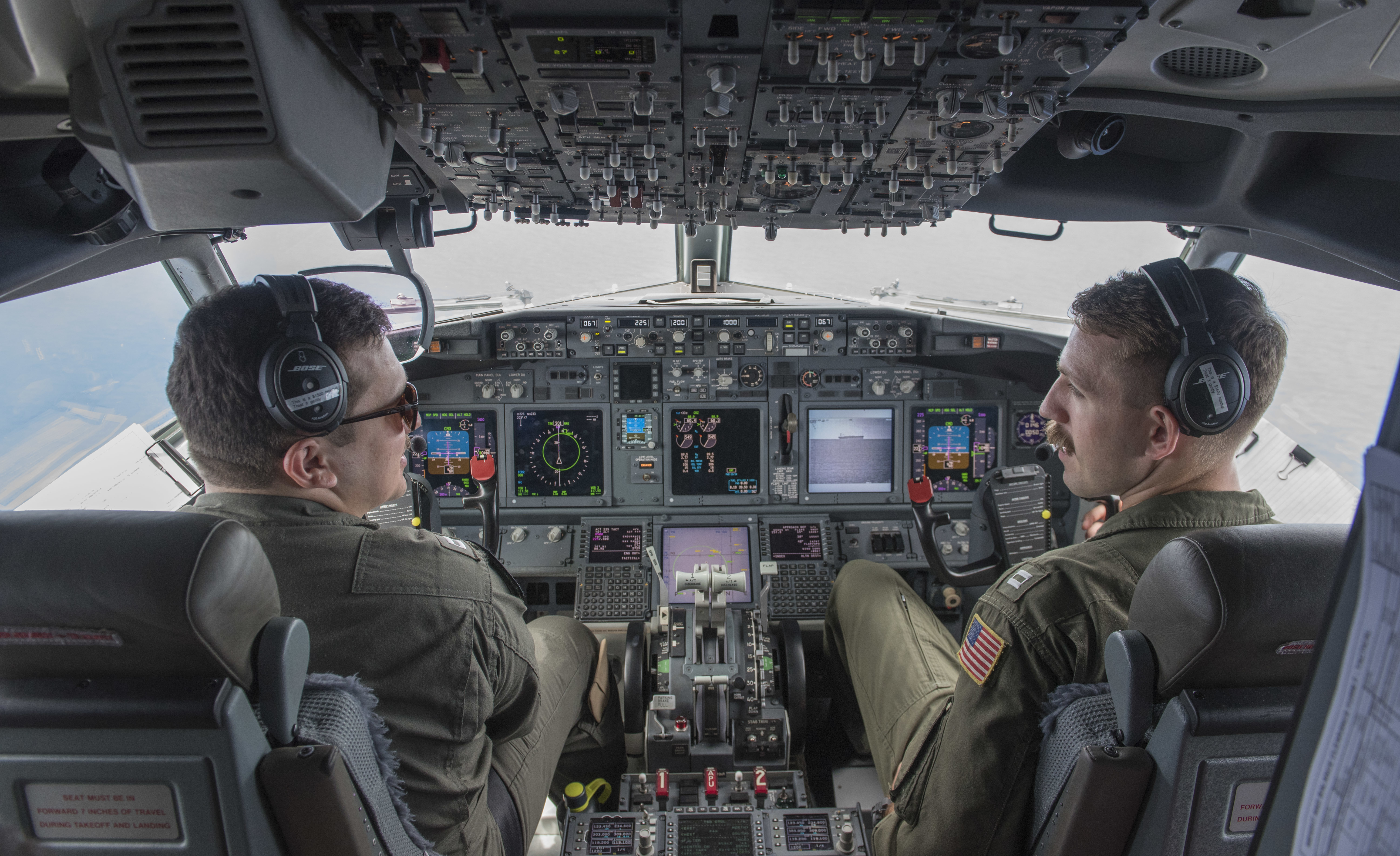
De cockpit van de P-8A Poseidon

De Boeing P-8 Poseidon is een militair vliegtuig dat wordt gebruikt voor het opsporen en bestrijden van schepen en onderzeeërs. Het is een aangepaste versie van een commercieel verkeersvliegtuig van Boeing, de 737-800ERX.
De Amerikaanse marine heeft het toestel aangeschaft ter vervanging van hun Lockheed P-3 Orion-toestellen. Het toestel is ook in gebruik bij de Indiase marine, als P8I Neptune. Aan de Australische luchtmacht werd het eerste toestel in 2017 geleverd. De Britse luchtmacht beschikte vanaf 2020 over drie Poseidons.
De aanpassingen bestaan onder meer uit een verstevigde romp voor het opereren op lagere hoogte dan gebruikelijk is voor een verkeersvliegtuig, een ander vleugeleinde en een ruimte onder de romp van waaruit torpedo's en raketten kunnen worden gelanceerd. Vanuit de cabine kunnen door een buis meetsondes worden afgeworpen. In plaats van vensters langs de volledige zijkant van de romp is aan weerszijden tussen de voorste toegangsdeur en de vleugel een groot uitkijkvenster aanwezig. De aan de straalmotoren gekoppelde generatoren leveren het dubbele vermogen ten opzichte van de burgervariant om de apparatuur aan boord van stroom te voorzien. Er is de mogelijkheid tot bijtanken tijdens de vlucht met een flying boom (dus niet met het voor de Amerikaanse marine gebruikelijke hose and drogue-systeem).